# Обертсхаузен
Обертсхаузен (њем. Obertshausen) град је у њемачкој савезној држави Хесен. Једно је од 13 општинских средишта округа Офенбах. Према процјени из 2010. у граду је живјело 24.141 становника. Посједује регионалну шифру (AGS) 6438010.

## Географски и демографски подаци
Обертсхаузен се налази у савезној држави Хесен у округу Офенбах. Град се налази на надморској висини од 113 метара. Површина општине износи 13,6 km². У самом граду је, према процјени из 2010. године, живјело 24.141 становника. Просјечна густина становништва износи 1.772 становника/km².

## Међународна сарадња
| Мјесто   | Држава    | Врста сарадње | Од    |
| -------- | --------- | ------------- | ----- |
| Миколов  | Пољска    | контакт       | 2000. |
|          | Француска | партнерство   | 1971. |
| Лакирхен | Аустрија  | партнерство   | 1972. |
| Извор    |           |               |       |